# Saint Joseph River
Saint Joseph River är ett vattendrag i Dominica.   Det ligger i parishen Saint Joseph, i den sydvästra delen av landet, 12 km norr om huvudstaden Roseau.